# Université de Santiago du Chili
L'université de Santiago du Chili (en espagnol : Universidad de Santiago de  Chile) est l'une des seize universités chiliennes. Elle est située à Estación Central dans la proche banlieue de Santiago du Chili. Elle a été fondée en 1849.

## Historique
Elle est créée en 1849 sous le gouvernement de Manuel Bulnes, sous le nom d’Escuela de Artes y Oficios. En 1947, elle devient Universidad Técnica del Estado. En 1981, avec la réforme de l'éducation supérieure sous la dictature d'Augusto Pinochet, elle prend le nom d'Universidad de Santiago de Chile (Université de Santiago du Chili). Toutes les activités sont alors recentrées sur un campus de 340 000 m2
Elle accueille environ 18 000 étudiants en 2004.

## Professeurs
- Helia Molina, médecin, professeur, doyenne de la faculté des sciences médicales, ministre de la Santé[1].

## Docteurs «honoris causa»
- L'historien français Marc Ferro a été fait docteur honoris causa en 2006
- Le sociologue français Edgar Morin a été fait docteur honoris causa en juin 2008.